# Oberappellationsgericht

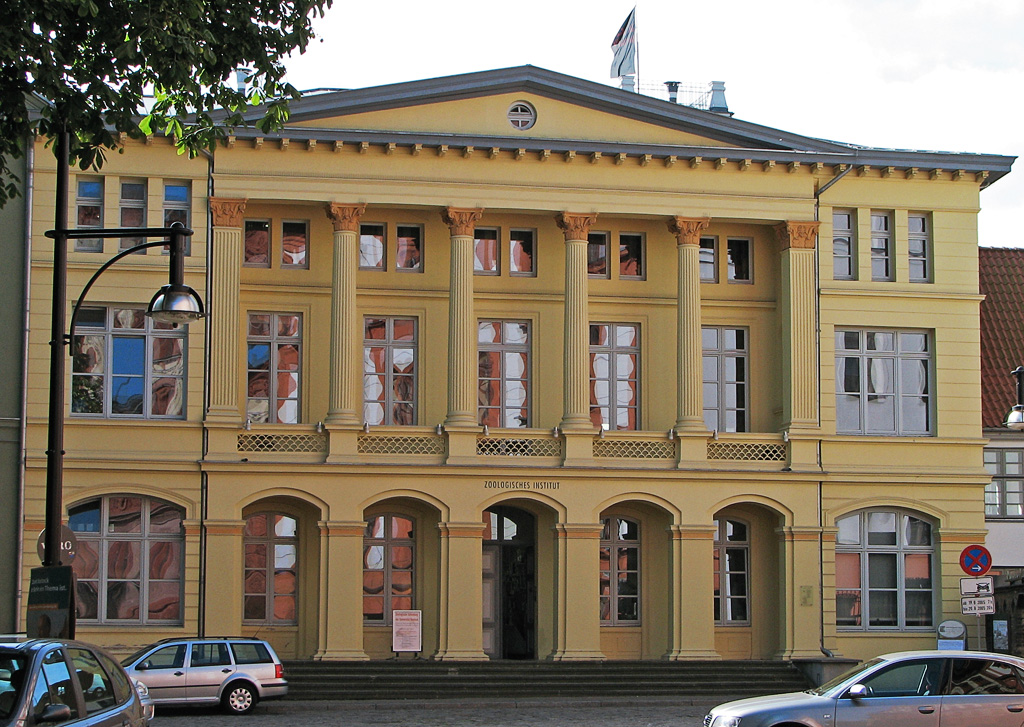
Ehemaliges Gebäude des Oberappellationsgerichts für die mecklenburgischen Großherzogtümer in Rostock

Das Oberappellationsgericht (abgekürzt OAG) war, gemäß der Deutschen Bundesakte von 1815 des Deutschen Bunds, höchstes Rechtsprechungsorgan und letzte Berufungsinstanz eines Mitgliedstaates bzw. einer Gruppe von Mitgliedsstaaten.

## Geschichte

### Kurfürstliche Rechtsunabhängigkeit
Im Heiligen Römischen Reich besaßen die Kurfürsten seit dem Erlass der Goldenen Bulle von 1356 das Privilegium de non appellando: ihre Herrschaftsgebiete unterstanden nicht mehr der Jurisdiktion der Reichsgerichte, und sie mussten daher ein eigenes oberstes Gericht für ihre jeweiligen Territorien einrichten. Gegen Entscheidungen dieser Gerichte konnte keine Berufung bei Reichsgerichten eingelegt werden. Dies betraf auch die in späteren Jahren neu geschaffenen Kurfürstentümer. So bestand für das Kurfürstentum Bayern, nachdem Kaiser Ferdinand II. ihm im Jahre 1620 das Privilegium de non appellando verliehen hatte, ab 1625 das so genannte Revisorium, das im Jahre 1809 durch das Oberappellationsgericht München für das Königreich Bayern abgelöst wurde. Ebenso entstand im Jahre 1711 das Oberappellationsgericht Celle, nachdem die Welfen im Jahre 1692 die Kurwürde für ihr Kurfürstentum Braunschweig-Lüneburg erhalten hatten. Im Herzogtum Württemberg wurde im Jahre 1805 das bestehende Oberhofgericht als ständiges Oberappellationstribunal eingerichtet, nachdem das Land mit dem Reichsdeputationshauptschluss 1803 zum Kurfürstentum erhoben worden war. Für die Herzogtümer Jülich und Berg wurde 1769 das Jülich-Bergische Oberappellationsgericht errichtet. In Hessen-Kassel, dessen Landgraf ebenfalls 1803 Kurfürst geworden war, wurde das bereits 1730 eingerichtete Oberappellationsgericht in Kassel ab 1803 finale Instanz. In der ebenfalls 1803 zum Kurfürstentum erhobenen Markgrafschaft Baden erhielt das Oberhofgericht Mannheim diese Funktion, die vorher das Oberappellationsgericht Mannheim hatte.

### Appellationsprivilegien anderer Reichsstände
Nach der Schaffung einer ständigen kaiserlichen Rechtsprechung mit dem Reichskammergericht und dem Reichshofrat erwirkten auch andere Reichsstände Appellationsprivilegien – zumeist erst begrenzt, im Verlauf der Zeit jedoch immer weiter ausgebaut. Bis zur Mitte des 17. Jahrhunderts hatten sich fast alle größeren Reichsstände unbegrenzte „Privilegia illimitata“ gesichert und ihre Territorien damit weitgehend der kaiserlichen Jurisdiktion entzogen. Dort fungierten dann ebenfalls Oberappellationsgerichte. Ein Beispiel waren die im Jahre 1653 gegründeten Oberappellationsgericht für die schwedischen Lehen im Heiligen Römischen Reich deutscher Nation sowie das Ravensbergische Appellationsgericht zu Cölln. 1703 kam ein Oberappellationsgericht zu Cölln für alle reichsangehörigen Lehen der Brandenburger Hohenzollern hinzu mit Ausnahme von Kurmark und Neumark, das dem Ravensbergischen Appellationsgericht 1713 als vierte Instanz noch übergeordnet wurde. Beide letztere Gerichte wurden 1748/1750 mit dem kurmärkischen Kammergericht vereinigt. Für die preußischen Gebiete außerhalb des Reiches bestand ab 1703 das Oberappellationsgericht Königsberg.

## Deutscher Bund
Mit dem Ende des alten Reichs endete auch die Zuständigkeit der bisherigen obersten Reichsgerichte. Somit wurde es notwendig, dass die im Deutschen Bund verbliebenen Staaten eine entsprechende dritte und letzte Instanz als Ersatz für die ehemaligen Reichsgerichte erhielten. Artikel 12 der Bundesakte von 1815 verpflichtete die Bundesstaaten deshalb, Oberappellationsgerichte als dritte und letzte Instanz in Zivil- und Strafsachen einzurichten. Für jeden Bundesstaat sollte es wenigstens ein solches Gericht geben, und Bundesstaaten mit weniger als 300.000 Einwohnern sollten mit ihnen verwandten Häusern oder anderen Bundesstaaten gemeinsam ein derartiges Gericht bilden. In vielen Bundesstaaten, namentlich denen mit einer Verfassung, bildete das Oberappellationsgericht zugleich auch den Staatsgerichtshof, der Klagen der Landstände gegen höhere Staatsdiener, Minister usw. zu untersuchen und entscheiden hatte.
| Gericht                                                    | Sitz         | Staat(en)                                                                                       | Gründung          | Anmerkungen |
| ---------------------------------------------------------- | ------------ | ----------------------------------------------------------------------------------------------- | ----------------- | --- |
| Oberste Justizstelle Wien                                  | Wien         | Diejenigen Teile des Kaisertum Österreichs, die Teil des Deutschen Bundes waren                 | 1749              | ab 1848: Oberster Gerichtshof (Österreich) |
| Preußisches Obertribunal                                   | Berlin       | Diejenigen Teile von Preußen, die Teil des Deutschen Bundes waren                               | 1853              | Bis 1. Januar 1853 waren dies das Geheime Obertribunal (seit 1782) und der Rheinische Revisions- und Kassationshof (seit 1819). Von 1867 bis 1874 außerdem das Oberappellationsgericht Berlin für Schleswig-Holstein, Hannover, Hessen-Nassau, Lauenburg, Waldeck-Pyrmont. |
| Oberappellationsgericht München                            | München      | Königreich Bayern                                                                               | 1809              | Nachfolger des 1625 eingerichteten Revisoriums; außerdem: der Kassationshof für die Rheinpfalz in München |
| Königliches Oberappellationsgericht                        | Dresden      | Königreich Sachsen                                                                              | 1835              | |
| Oberhofgericht Mannheim                                    | Mannheim     | Großherzogtum Baden                                                                             | 1803              | |
| Oberappellationsgericht Kassel                             | Kassel       | Kurhessen                                                                                       | 1746              | |
| Oberappellations- und Kassationsgericht Darmstadt          | Darmstadt    | Großherzogtum Hessen, Hessen-Homburg                                                            | 1747/1832         | bis 1824/25 auch für die beiden Hohenzollern |
| Oberappellationsgericht Wiesbaden                          | Wiesbaden    | Herzogtum Nassau                                                                                | 1818              | Nachfolger des 1804 gegründeten Oberappellationsgerichts Hadamar, das 1810 nach Diez verlegt wurde |
| Oberster Gerichtshof (Luxemburg)                           | Luxemburg    | Großherzogtum Luxemburg                                                                         | 1830              | vorher Hoher Gerichtshof Lüttich |
| Oberappellationsgericht Celle                              | Celle        | Königreich Hannover (ab 1857 auch für Lippe-Detmold)                                            | 1711              | |
| Obertribunal Stuttgart                                     | Stuttgart    | Württemberg                                                                                     | 1805/1817         | Nachfolger des Württembergischen Hofgerichts; ab Juni 1824 auch für Hohenzollern-Sigmaringen bzw. Oktober 1825 für Hohenzollern-Hechingen; bis 1851 zuständig für beide Hohenzollern                                                                                       |
| Oberappellationsgericht Wolfenbüttel                       | Wolfenbüttel | Braunschweig; bis 1851/56 auch für Waldeck, bis 1857 für Lippe-Detmold und für Schaumburg-Lippe | 3. Januar 1817    | bis 1855; dann Obergericht Wolfenbüttel |
| Oberappellationsgericht Jena                               | Jena         | Ernestinischen Herzogtümer und Reuß                                                             | 7. Januar 1817    | |
| Oberappellationsgericht Zerbst                             | Zerbst       | Anhaltische und Schwarzburgsche Staaten                                                         | 1. Oktober 1817   | bis 1849; dann Oberappellationsgericht Jena |
| Oberappellationsgericht Parchim                            | Parchim      | Beide Mecklenburgischen Staaten                                                                 | 1. Oktober 1818   | bis 1840; dann Oberappellationsgericht Rostock |
| Appellationsgericht Innsbruck                              | Innsbruck    | Fürstentum Liechtenstein                                                                        | 1817              | |
| Oberappellationsgericht für das Land Oldenburg             | Oldenburg    | Großherzogtum Oldenburg                                                                         | 1814              | |
| Oberappellationsgericht der vier Freien Städte             | Lübeck       | Bremen, Hamburg, Frankfurt am Main und Lübeck                                                   | 13. November 1820 | |
| Schleswig-Holstein-Lauenburgisches Oberappellationsgericht | Kiel         | Herzogtümer Schleswig, Holstein und Lauenburg                                                   | 1. Oktober 1834   | 1850 bis 1867 für Holstein und Lauenburg |

## Umwandlung in Oberlandesgerichte
Nach dem Erlass der Reichsjustizgesetze von 1877 erfolgte mit Inkrafttreten 1879 die Umwandlung der bestehenden Oberappellationsgerichte in Oberlandesgerichte mit dem Reichsgericht als einheitlicher Letztinstanz.